# Chrysotus chetifer
Chrysotus chetifer är en tvåvingeart som beskrevs av Octave Parent 1934. Chrysotus chetifer ingår i släktet Chrysotus och familjen styltflugor.
Artens utbredningsområde är Costa Rica. Inga underarter finns listade i Catalogue of Life.